# Ottilie Baader

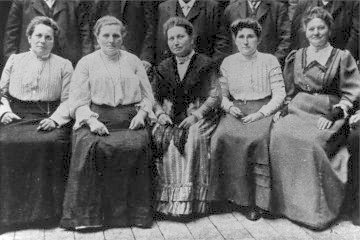
Erste Konferenz sozialdemokratischer Frauen am 15. September 1900 in Mainz. Ottilie Bader in der Mitte

Marie Ottilie Baader (* 30. Mai 1847 in Raake, Kreis Oels im Regierungsbezirk Breslau, Königreich Preußen (heute: Raków, Polen); † 24. Juli 1925 in Berlin, Deutsches Reich) war eine deutsche Frauenrechtlerin und Sozialistin. Neben Clara Zetkin gilt sie als eine der bedeutendsten Kämpferinnen für das Frauenwahlrecht in Deutschland.

## Leben
Ottilie Baader wurde als zweites von vier Kindern geboren. Ihr Vater Karl Joachim Gustav Baader (1812–1897) war Zuckerscheider und Kaufmann, die Mutter Johanna Baader geb. Güntzel, die früh an Tuberkulose starb, Näherin. Ottilie wurde zunächst von ihrem Vater unterrichtet und besuchte ab der dritten Klassenstufe drei Jahre lang eine Mittelschule in Frankfurt an der Oder. Im Alter von 13 Jahren zog Ottilie mit ihrer Familie nach Berlin und wurde dort Näherin. Sie arbeitete in einer Fabrik für 3 Taler Monatslohn 12 Stunden am Tag und später in Heimarbeit, um zum Unterhalt der Familie beizutragen.
Zunächst war sie Mitglied im bürgerlich ausgerichteten Arbeiterinnenverein von Lina Morgenstern. Durch die Lektüre des „Kapitals“ von Karl Marx sowie von August Bebels „Die Frau und der Sozialismus“ kam sie zur Sozialdemokratie. 1866 beteiligte sie sich am Kampf der Berliner Mantelnäherinnen gegen eine drohende Erhöhung der Nähgarnzölle, 1870/71 erreichte sie gemeinsam mit 50 streikbereiten Nähmaschinennäherinnen in der Berliner Kragen- und Manschettenfabrik, dass die vorgesehene Halbierung der Löhne zurückgenommen wurde.
Der Besuch eines Gottesdienstes unter der Leitung von Georg Wilhelm Schulze trug dazu bei, dass Ottilie Baader mit ihrem Vater 1877 aus der Landeskirche austrat und sich der Freien Gemeinde anschloss.
Bis zum Jahr 1908 durften Frauen sich nach dem preußischen Vereinsgesetz nicht politisch organisieren. Deshalb erfanden Sozialdemokratinnen die weibliche „Vertrauensperson“, die parteipolitisch aktiv, aber – als Einzelperson – keine Organisation war, die man hätte verbieten oder auflösen können. Ab 1894 war Ottilie Baader Vertrauensperson in Berlin, von 1900 bis 1908 „Zentralvertrauensperson der Genossinnen Deutschlands“. Ottilie Baader war eine der ersten hauptamtlichen Funktionärinnen der SPD. Sie richtete das Frauenbüro der SPD mit ein und arbeitete dort zunächst vier Jahre lang ehrenamtlich. Erst 1904 zahlte die SPD ihr ein Gehalt.
Als Zentralvertrauensperson war Baader führend am Aufbau einer sozialistischen Frauenbewegung beteiligt. Auf zahlreichen nationalen und internationalen Versammlungen und Konferenzen forderte sie die Einführung des Frauenstimmrechts, engagierte sich für den Frauen- und Kinderschutz und plädierte für eine bessere Arbeiterinnenbildung. Sie schrieb regelmäßig für die Zeitschrift Die Gleichheit. Ihre Memoiren „Ein steiniger Weg“ wurden im Jahr 1921 veröffentlicht und 1979 letztmals verlegt.
Baader heiratete im Jahr 1911 den sozialdemokratischen Gastwirt Johann Friedrich August Dietrichs (1847–1917) aus Oranienburg. Am 24. Juli 1925 22:30 Uhr starb sie im Weddinger Rudolf-Virchow-Krankenhaus und wurde auf dem Friedhof Gerichtsstraße beigesetzt.

## Würdigungen
In Berlin-Rudow wurde 1996 ein Platz nach ihr benannt, im Hamburger Stadtteil Bergedorf bereits 1985 die Ottilie-Baader-Straße.

## Schriften
- Frauen und Mädchen des werktätigen Volkes! Was habt Ihr bei der diesmaligen Reichstagswahl zu tun? Berlin 1906
- Von der politischen Arbeit der proletarischen Frauen. In: Frauenwahlrecht! Hrsg. zum Ersten Sozialdemokratischen Frauentag von Clara Zetkin. 19. März 1911, S. 6. (Digitalisat und Volltext im Deutschen Textarchiv)
- Ein steiniger Weg: Lebenserinnerungen einer Sozialistin. J. H. W. Dietz, Stuttgart 1921
  - Ein steiniger Weg: Lebenserinnerungen einer Sozialistin. J. H. W. Dietz, Berlin 1931
  - Ein steiniger Weg. Lebenserinnerungen einer Sozialistin. Mit einer Einleitung von Marie Juchacz 3. Aufl. J. H. W. Dietz Nachf., Berlin, Bonn 1979, ISBN 3-8012-0039-6
  - Ein steiniger Weg: Lebenserinnerungen einer Sozialistin. Hofenberg, Berlin, Neuauflage 2020, ISBN 978-3-7437-3651-1